# Чейни, Джордж
Джордж Чейни (англ. George Cheyne; 1672, Метлик, Абердиншир, Шотландия — 1743, Бат (Англия), Великобритания) — шотландский и британский медик, один из пионеров психологии, диетологии, вегетарианства, консультант по психиатрии, философ, математик, писатель

. Доктор медицины.

## Биография
Родился в богатой семье.
Изучал медицину в Эдинбурге. Много лет практиковал и успешно работал врачом на английском морском курорте Бат. В 1701 году в Университете Абердина защитил степень доктора медицины, затем переехал в Лондон и в 1702 году стал членом Лондонского королевского общества.
Друг Исаака Ньютона. В столице опубликовал свои математические идеи, чем разозлил Ньютона и оттолкнул от себя его коллег.
В большим трудом пытался создать базу своих пациентов. В конечном итоге вернулся в Шотландию.
В 1718 году поселился в г. Бат (Англия), центре тогдашней общественной жизни в Англии. Занялся разработкой идей морального (нравственного) лечения. Пионер современных концепций неврастении и ипохондрии. Стал применять свои выводы о здоровье на себе. Описывал личные наблюдения и соображения для публики. Разработал инструкции и рекомендации по уходу за здоровьем, которые предусматривали, среди прочего, отказ от перегрузок повседневной жизни, избытка удовольствий, беспокойства городской среды.
В своей популярной книге «Английская болезнь» он писал:

«Приехав в Лондон, я внезапно переменил всю мою манеру жизни… Моё здоровье через несколько лет подверглось величайшему страданию, обусловленному столь внезапными и грубыми переменами. Я стал чрезмерно грузен, одышлив, впал в сонливость и вялость… В то время ноги мои целиком покрылись цинготными язвами. Сочившийся из них гной непрерывно разъедал кожу, и передние части обеих ног были одно сплошное воспаление».
Описывал, как наслаждаясь жизнью лондонского высшего света, он стал страдать от ожирения и в какой-то момент достиг веса в 32 стоуна, но кризис здоровья заставил его переключиться на умеренность и воздержание. Он решительно удалил мясо из своего рациона, весьма существенно похудел и начал проповедовать отказ от мяса своим многочисленным богатым и влиятельным пациентам.
Чейни также выпустил об этом целый ряд назидательных книг. В своих «Эссе о здоровье и долгожительстве» он отмечает, что его диета «создана для тех, кто в состоянии и хочет воздержаться от всего вредного, отказаться от соблазнов, следовать правилам, соблюдение коих способствует приемлемому уровню здоровья, легкости и свободе духа». Автор был убеждён, что его диета способствует потере веса, и в том, что она способна отменно лечить от недугов. В «Английской болезни» он наделяет свою «овощную и молочную диету» впечатляющими целительными возможностями.

«Есть случаи, при которых овощная и молочная диета решительно необходима, — например, острая и хроническая подагра, ревматические, раковые, проказные и золотушные расстройства, острые нервные колики, эпилепсии, сильные истерические припадки, меланхолии, чахотки и прочие расстройства, упомянутые в предисловии, а также последние стадии всех хронических душевных расстройств. Мне редко доводилось видеть, чтобы при подобных расстройствах такая диета не показала в конце концов хороший результат».
Чейни верил, что главная её сила — в лечении психической болезни и что ожирение происходит от меланхолии, вызванной роскошью и избыточностью современного городского образа жизни. В своих более поздних работах «Естественный метод лечения болезней тела» и «Расстройства ума, зависящие от тела» он пишет, что его диета — 

«верное и настоящее противоядие и профилактическое средство от головокружения, сбоев и беспорядков в рассудке и действиях, потери мыслительных способностей, памяти и чувств».
Кроме этого, в 1705 г. опубликовал «Философские принципы естественной религии, содержащие элементы естественной философии и доказательства, вытекающие из них».

## Избранные публикации
- Philosophical Principles of Natural Religion, containing the Elements of Natural Philosophy, and the Proofs for Natural Religion, arising from them. 1705
- An Essay of Health and Long Life. London 1724 books.google.de
- The English Malady. London 1733
- An Essay on Regimen. London 1740
- The Natural Method of Curing the Diseases of the human Body, and the Disorders of the Mind attending on the Body. London 1742